# Equip mixt
En les tres primeres edicions dels Jocs Olímpics d'Estiu el Comitè Olímpic Internacional (COI) va permetre la participació d'esportistes de diferents Comitès Olímpics Nacionals en un mateix equip. El COI els integrà sota la denominació d'Equip mixt i amb el codi de ZZX.

## Medalles
| Edició           | Or | Argent | Bronze | Total | Rànquing |
| Atenes 1896      | 1  | 1      | 1      | 3     | 11è      |
| París 1900       | 6  | 3      | 3      | 12    | 4t       |
| Saint Louis 1904 | 1  | 1      | 0      | 2     | 6è       |
| Total            | 8  | 5      | 4      | 17    | 52è      |

### Medalles per països combinats
| Comitès                             | Or | Argent | Bronze | Total |
| França · Regne Unit                 | 2  | 1      | 1      | 4     |
| Austràlia · Regne Unit              | 1  | 0      | 1      | 2     |
| Regne Unit · Estats Units           | 1  | 0      | 1      | 2     |
| Cuba · Estats Units                 | 1  | 0      | 0      | 1     |
| Dinamarca · Suècia                  | 1  | 0      | 0      | 1     |
| França · Països Baixos              | 1  | 0      | 0      | 1     |
| Alemanya · Regne Unit               | 1  | 0      | 0      | 1     |
| França · Estats Units               | 0  | 2      | 0      | 2     |
| Egipte · Grècia                     | 0  | 1      | 0      | 1     |
| Regne Unit · Espanya · Estats Units | 0  | 1      | 0      | 1     |
| Bohèmia · Regne Unit                | 0  | 0      | 1      | 1     |

### Medalles per esport
| Esport                 | Or | Argent | Bronze | Total |
| Vela                   | 2  | 0      | 0      | 2     |
| Tennis                 | 1  | 3      | 3      | 7     |
| Polo                   | 1  | 1      | 1      | 3     |
| Atletisme              | 1  | 1      | 0      | 2     |
| Rem                    | 1  | 0      | 0      | 1     |
| Esgrima                | 1  | 0      | 0      | 1     |
| Joc d'estirar la corda | 1  | 0      | 0      | 1     |